# Nationaal Park Donau-Drava

Het Nationaal Park Donau-Drava (Hongaars: Duna–Dráva Nemzeti Park) is een nationaal park in het zuidwesten van Hongarije. Het park werd opgericht in 1996 en is 494,78 vierkante kilometer groot. 
Het nationaal park bestaat uit verschillende deelgebieden en beschermt de oevers, bossen en natte uiterwaarden langs de Donau en de Drava. In het park komen tal van diersoorten voor, waaronder edelhert, bever, grote zilverreiger, purperreiger, grauwe gans, zeearend, zwarte ooievaar.